# Бициклистички савез Србије
Бициклистички савез Србије је национално управно тело бициклистичких трка у Србији. Основан је 18. септембра 1948. године у Београду.

## Историјат
Бициклистички спорт спада у најстарије спортске дисциплине у Србији, јер је Прво српско велосипедско друштво основан 1884. године у Београду. На иницијативу неколико угледних грађана Београда 23. децембра 1884. основано је „Прво српско велосипедско друштво“, а први председник био је Милорад Терзибашић. Први потпредседник био је Михаило Јовановић, а благајник Петар Трпковић. Имало је 20 чланова, јер је у то време бицикл био доста скуп. Међу оснивачима био је и др Ђорђе Нешић, касније академик и професор универзитета.
Прва трка организована је у Београду 1. јуна 1896. на стази Београд – Топчидер и назад. Возили су војници и грађани посебно, први победници били су војник Драган Рајковић и грађанин Светислав Савић.
Први Шампионат Србије организован је 5. октобра 1897. на стази Београд – Смедерево – Београд, а победио је Ђорђе Попара. Треће место заузео је оснивач и уредник листа Политика Владислав Рибникар.

## Опште информације
Бициклистички савез Србије основан је 18. септембра 1948. године у Београду, а Трка Кроз Србију обновљена 1963. године. Члан је Светске бициклистичке уније и Европске бициклистичке уније.
Седиште савеза је на адреси Теразије 35, у београдској општини Стари град.